# 조지프 메릭
조지프 케리 메릭(영어: Joseph Carey Merrick, 1862년 8월 5일~1890년 4월 11일)은 본명이 아닌 존 메릭(John Merrick)으로 알려졌고, 심각한 기형적인 체구를 가져서 엘리펀트 맨(Elephant Man)라고 불려 인간의 호기심으로 전시된 영국인이다. 그는 그가 왕립 런던 병원에 살게 된 이후에 영국 사회에 잘 알려지게 되었다.
메릭은 레스터에서 출생했으며 그의 삶의 처음 몇 년간 비정상적으로 성장하기 시작했다. 그의 피부는 딱딱하고 혹투성이가 나타났고, 그의 입술의 확대는 발전되었고, 그의 이마에 뼈 같은 혹이 자랐다. 그의 팔 한쪽과 양쪽 발은 확대되었고 그의 어린 시절 동안의 어떤 시점에 그는 그의 엉덩이가 아프는 것을 느끼고, 다리를 절게 되는 결과가 되었다. 그가 11살일 때, 그의 어머니는 죽었고 그의 아버지는 곧 재혼했다. 메릭은 12살에 학교를 떠났고, 직장을 찾는 것이 어려워졌다. 그의 아버지와 새어머니의 거부로, 그는 집을 떠났다. 1879년 말, 17살의 나이에, 메릭은 레스터 연합 구빈원에 들어갔다.
1884년, 구빈원에서의 4년 이후에, 메릭은 샘 토르라는 이름을 가진 쇼맨과 접촉하고 토르가 그를 전시하는 걸 제안했다. 토르는 동의했고, '디 엘리펀드 맨'이라는 이름의 메릭을 감독할 집단이 준비되었다. 미들렌드 동부지역의 순회 이후에, 메릭은 쇼맨 톰 노르만이 빌린 화이트채플 가의 싸구려 극장 가게에서 전시되기 위해 런던을 순회했다. 왕립 런던 병원으로부터 바로 길 건너에 있는 노르만의 가게에 외과의사 프레데릭 트레베스가 방문했고, 조사하고 사진 찍기 위해 메릭을 초대했다. 곧 메릭의 병원 방문으로, 톰 노르만의 가게는 경찰에 의해 닫혔고, 메릭의 담당자들은 그를 유럽 순회를 위해 보냈다.
벨기에에서, 메릭은 그의 로드 매니저에게 털렸고 브뤼셀에서 버려졌다. 그는 결국 런던에 되돌아가기 위한 그의 길을 만들었다. 대화가 불가능해서, 그는 그에게 있던 프레데릭 트레베스의 카드를 가짐으로 인해 경찰이 찾았다. 트레베스는 왔고 메릭을 런던 병원에 가도록 했다. 그의 상태는 치료할 수 없었지만, 메릭의 나머지 삶을 위해서 병원에서 머무는 것이 허용되었다. 트레베스는 매일 그를 방문했고 바르게 발전된 상당한 우정을 가졌다. 메릭은 또한 알렉산드라를 포함한 런던의 부유층으로부터의 방문을 받았다.
메릭은 1890년 4월 11일 27세의 나이로 사망했다. 그의 공식 사망 원인은 질식사였고, 트레베스는 메릭은 목 탈구의 인한 사망이라고 말했다. 그는 메릭을 믿었다—그의 머리 무게 때문에 앉아서 자야 했다고—'다른 사람들 처럼' 자려고 눕기 위해 시도해야 했다. 메릭의 기형의 정확한 이유는 분명하지 않다. 20세기 동안의 우세한 의견은 메릭은 신경섬유종증으로 고통을 받았다는 것이다. 1986년, 프로테우스 증후군이라는 새로운 의견이 나타났다. 2001년 메릭은 신경섬유종증과 프로테우스 증후군이 동시에 발생한 것이 제시되었다. DNA 검사를 그의 머리와 뼈에서 했고 입증에 이르지 못하는 결과가 나왔다. 1979년, 메릭에 관한 베르나드 포메런스의 희곡의 이름은 '디 엘리펀트 맨'이었고, 다음 해 발표된 데이빗 린치의 영화 또한 '엘리펀트 맨'이었다.

## 같이 보기
- 사라 바트만

## 미디어
- 1979년 희곡 디 엘리펀트 맨
- 1980년 영화 디 엘리펀트 맨
- 2010년 12월 5일 MBC 신비한 TV 서프라이즈